# Western Sydney Wanderers Football Club
Pour les articles homonymes, voir Wanderer.
Maillots
Actualités
Le Western Sydney Wanderers est un club australien de football fondé en 2012 et basé à Sydney. En 2014, il devient le premier club australien de l'histoire à remporter la Ligue des champions de l'AFC. Il dispute ses matchs à domicile au  Bankwest Stadium et évolue en A-League (première division).

## Historique
Le club obtient la 10e licence de franchise en A-League pour la saison 2012-2013, devenant ainsi le 13e club à participer à ce championnat. 

## Palmarès et records

### Palmarès
| Compétitions nationales | Compétitions internationales |
| - Championnat d'Australie (0) : - Phase régulière : - Premier : 2013. - Second : 2014. - Phase finale : - Vice-champion : 2013 et 2014. - Coupe d'Australie (0) : - Meilleur parcours : 1/4 de finale en 2015. | - Ligue des champions de l'AFC (1) : - Vainqueur : 2014. - Coupe du monde des clubs (0) : - Participation : 1. - Meilleur classement : 6e en 2014. |

## Joueurs et personnalités du club

### Entraîneurs
Le tableau suivant présente la liste des entraîneurs du club depuis 2012.
| Rang | Nom                       | Période               |
| ---- | ------------------------- | --------------------- |
| 1    | Tony Popovic              | 17 mai 2011-sep. 2017 |
| 2    | Hayden Foxe               | oct. 2017             |
| 3    | Josep Gombau (en)         | nov. 2017-avr. 2018   |
| 4    | Markus Babbel             | 2018-jan. 2020        |
| 5    | Jean-Paul de Marigny (en) | depuis jan. 2020      |

### Joueurs emblématiques
- Adam D'Apuzzo (en)
- Jonathan Aspropotamitis (en)
- Kearyn Baccus (en)
- Michael Beauchamp
- Mark Bridge
- Shannon Cole (en)
- Ante Čović
- Labinot Haliti (en)
- Brendan Hamill (en)
- Aaron Mooy
- Mitch Nichols
- Brendon Santalab (en)
- Nikolai Topor-Stanley
- Michael Thwaite
- Jérome Polenz
- Marcelo
- Mateo Poljak (en)
- Álvaro Cejudo
- Dimas Delgado (en)
- Raúl Llorente (en)
- Juan Mata
- Oriol Riera
- Romain Amalfitano
- Morgan Schneiderlin
- Iacopo La Rocca
- Jumpei Kusukami
- Shinji Ono
- Romeo Castelen
- Youssouf Hersi
- Jorrit Hendrix